# Царевичен сироп
Царевичен сироп - сироп, приготвен от царевично нишесте.
Широко използван в храната и готвенето като сгъстител и подсладител. Царевичният сироп има свойството да не се захаросва и да задържа влагата в масата на варения продукт, което помага на продуктите, към които е добавен, да имат по-нежна текстура, да изглеждат по-свежи и да не изсъхват. Освен това увеличава обема на продукта и обогатява вкуса.
Има светъл и тъмен царевичен сироп. Светлият се използва по-често, тъй като тъмният е по-малко рафиниран, съдържа специфични добавки и е по-близо до меласата.
В миналото при промишленото производство на царевичния сироп се използвала хидролиза (захарификация) чрез варене на разтвор на нишесте в присъствието на перхлорна или сярна киселина, последвано от отстраняване на кисели и неразтворими остатъци. Основният метод на промишленото производство е двуетапна ензимна хидролиза. Ензимът алфа-амилаза (продукт на бактерията Hay bacillus) се използва за хидролизиране на нишесте в сложни въглехидрати с различна дължина, а ензимът глюкоамилаза - за по-нататъшно разграждане до глюкоза. За производството на един тон сироп са необходими приблизително 2300 кг. царевични зърна.
Царевичният сироп обикновено е с високо съдържание на глюкоза. За да се намали съдържанието на глюкоза, което е от съществено значение за пациенти с диабет, царевичната фруктоза се прави на сироп, в който от фруктоза се произвежда с 45% до 90% захари (Високо фруктозен царевичен сироп). Такъв сироп е по-сладък и по-лесно се разтваря. За производството му се използват допълнителни ензими, които превръщат глюкозата във фруктоза. Произведени като сироп с високо съдържание на малтоза (Високо малтоза царевичен сироп).
Съставът на царевичения сироп може да варира в широк диапазон. Що се отнася до другите сиропи, съдържащи захар, общото количество захари се определя от екстракта на декстрозата - съдържанието на редуциращите захари, изразени чрез декстроза. И така, захарният сироп с 95 съдържа почти само глюкоза.
В САЩ царевичния сироп от местното производсво е по-евтина алтернатива на захарта при производството на сладкиши, безалкохолни напитки, дъвки и други продукти.